# Voleurs de jeunesse
Pour plus de détails, voir Fiche technique et Distribution.
Voleurs de jeunesse (Mädchenschicksale) est un film allemand réalisé par Richard Löwenbein, sorti en 1928.

## Fiche technique
- Titre original : Mädchenschicksale
- Titre français : Voleurs de jeunesse
- Réalisation : Richard Löwenbein
- Scénario : Irma von Cube
- Photographie : Axel Graatkjær et Arthur von Schwertführer (de)
- Pays d'origine : Allemagne  République de Weimar
- Format : Noir et blanc - 1,33:1 - Film muet
- Genre : drame
- Date de sortie : 1928

## Distribution
- Vera Schmiterlöw (en) : Irina
- Eugen Burg : le père d'Irina
- Hermine Sterler : la mère d'Irina
- Sybil Peach : Lene
- Fred Louis Lerch : Lutz
- Kurt Vespermann : Architecte Drews
- Gina Manès : Dr Henriette Kalm
- Rudolf Klein-Rogge : Lormand